# Пам'ятки історії Бахчисарайського району
У Бахчисарайському районі Криму нараховується 61 пам'ятка історії, з них 16  — у місті Бахчисараї. 
| № п/п                 | Обліковій номер | Найменування пам'ятника | дата                                                         | Місто                                      | Розташування | Рішення про взяття на облік                         | фото |
| --------------------- | --------------- | --- | ------------------------------------------------------------ | ------------------------------------------ | --- | --------------------------------------------------- | ---- |
| м. Бахчисарай         |                 | |                                                              |                                            | |                                                     |      |
| 1                     | 3107            | Пам'ятний знак на місці базування і боїв Бахчисарайського партизанського загону                                                          | 1941-1944 рр.                                                | Бахчисарай                                 | п. Науковий, за 2,5 км на схід від урочища «Плаксина поляна»                                                          | Рішення КО від 15.04.1986 № 164                     |      |
| 2                     | 4107            | Будинок, в якому жив і працював академік А.Б.Сєвєрного.                                                                                  |                                                              | Бахчисарай                                 | п. Науковий, вул. Наукова, 2                                                                                          | Постанова РМ Криму від 20.01.1998 № 15              |      |
| 3                     | 758             | Могила П.В.Веймарна | 1855 р.                                                      | Бахчисарай                                 | район Успенського печерного монастиря, балка Марьям-Дере, старе кладовище                                             | Рішення КО від 05.09.1969 № 595                     |      |
| 4                     | 759             | Могила П.А.Вревского, який загинув в бою, і його дружини баронеси А.С.Вревской                                                           | 1855 р., 1889 р. — перепоховання                             | Бахчисарай                                 | район Успенського печерного монастиря, балка Марьям-Дере, старе кладовище,                                            | Рішення КО від 05.09.1969 № 595                     |      |
| 5                     | 763             | Братське кладовище радянських воїнів | 1944 р.                                                      | Бахчисарай                                 | ліворуч від дороги на Чуфут-Кале, за 300 м від Успенського монастиря                                                  | Рішення КО від 05.09.1969 № 595                     |      |
| 6                     | 3155            | Пам'ятний знак на честь водіїв. | 1985 р.                                                      | Бахчисарай                                 | вул. Кооперативна, 6, територія АТП                                                                                   | Рішення КО від 20.02.1990 № 48                      |      |
| 7                     | 793             | Пам'ятний знак на честь партизанів Бахчисарайського партизанського загону.                                                               | 1958 р.                                                      | Бахчисарай                                 | вул. Леніна, біля міського стадіону                                                                                   | Рішення КО від 05.09.1969 № 595                     |      |
| 8                     | 757             | *Братська могила російських воїнів (більше 2-х тисяч чоловік) каплиця                                                                    | 1854-1856 рр., каплиця — 1896 р.                             | Бахчисарай                                 | вул. Пушкіна, старе російське кладовище                                                                               | Рішення КО від 05.09.1969 № 595                     |      |
| 9                     | 3245            | Будівля колишньої друкарні «Терджиман», в якому працював Ісмаїл-бей Гаспринський                                                         | (до. XIX — п. XX ст.)                                        | Бахчисарай                                 | вул. Р.Люксембург, 47а                                                                                                | Постанова РМ Кримської АРСР від 17.07.1991 № 171    |      |
| 10                    | 760             | Братська могила бійців Бахчисарайського червоногвардійського загону.                                                                     |                                                              | Бахчисарай                                 | вул. Річкова, 133 | Рішення КО від 05.09.1969 № 595                     |      |
| 11                    | 761             | Братська могила підпільної антифашистської групи м. Бахчисарая                                                                           | 1944 р., 1957 р. — перепоховання                             | Бахчисарай                                 | вул. річкова, 133 | Рішення КО від 05.09.1969 № 595                     |      |
| 12                    | 762             | Братське кладовище радянських воїнів, які померли в госпіталях та загиблих в боях                                                        | 1944, 1948 р., 1957 р. — перепоховання                       | Бахчисарай                                 | вул. Річкова, 133 | Рішення КО від 05.09.1969 № 595                     |      |
| 13                    | 762а            | Могила К.Г.Вісовіна | травень 1944 р.                                              | Бахчисарай                                 | вул. Річкова, 133 | Рішення КО від 05.09.1969 № 595                     |      |
| 14                    | 762б            | Могила А.Г.Свідерского | 1944р.                                                       | Бахчисарай                                 | вул. Річкова, 133 | Рішення КО від 05.09.1969 № 595                     |      |
| 15                    | 796             | Пам'ятник В.І.Леніну | 1950 р., в 1986 р. — заміна                                  | Бахчисарай                                 | вул. Радянська | Рішення КО від 05.09.1969 № 595                     |      |
| 16                    | 3201            | Братська могила учасників оборони Севастополя 1854-1855 рр.                                                                              | 1854-1856 рр.                                                | Бахчисарай                                 | вул. Суворова/вул. Сімферопольська (колишня вул. Жданова), територія військової частини А3835                         | Рішення КО від 20.02.1990 № 48                      |      |
| Бахчисарайський район |                 | |                                                              |                                            | |                                                     |      |
| 1                     | 781             | Братська могила радянських воїнів | 1944 р.                                                      | Ароматненська с/р, с. Репино               | сільське кладовище | Рішення КО від 05.09.1969 № 595                     |      |
| 2                     | 3154            | Пам'ятний знак на честь воїнів-односельчан                                                                                               | 1985 р.                                                      | с. Ароматне                                | вул. Скельна, у будівлі сільради                                                                                      | Рішення КО від 20.02.1990 № 48                      |      |
| 3                     | 774             | Братська могила радянських воїнів, загиблих в боях і госпіталях                                                                          | 1950 р.                                                      | с. Ароматне                                | вул. Піонерська | Рішення КО від 05.09.1969 № 595                     |      |
| 4                     | 769             | Братська могила кримських партизан, полеглих в боях                                                                                      | 1963 р.                                                      | с. Шовковичне                              | | Рішення КО від 05.09.1969 № 595                     |      |
| 5                     | 752             | Місце колишньої села Лаки, знищеної фашистами, або місце трагічної загибелі мирних жителів.                                              | 1975 р.                                                      | Верхореченська с/р                         | 4,0 км на північний захід від с. Верхоріччя, на правому березі річки Кача (поблизу колишнього с. Лаки)                | Рішення КО від 05.09.1969 № 595                     |      |
| 6                     | 768             | Братська могила радянських воїнів та партизанів, полеглих в боях.                                                                        | 1956 р.                                                      | с. Верхоріччя                              | північно-східна околиця села, у кладовища                                                                             | Рішення КО від 05.09.1969 № 595                     |      |
| 7                     | 770             | Братська могила жертв фашистського терору.                                                                                               | 4 лютого 1942 р.                                             | с. Шахти                                   | | Рішення КО від 05.09.1969 № 595                     |      |
| 8                     | 1898            | Могила Н.П. Кривошти, командира Ялтинського партизанського загону                                                                        | 1942 р.                                                      | Верхореченська с/р                         | територія Бахчисарайського лісництва, поляна Кермен, 400 м на південний захід від будинку лісника                     | Рішення КО від 15.01.1980 № 16                      |      |
| 9                     | 2010            | Пам'ятний знак на честь односельців, загиблих у роки ВВВ бійців морського піхотного загону.                                              | 1974 р.                                                      | с. Верхоріччя                              | вул.Садова | Рішення КО від 15.01.1980 № 16                      |      |
| 10                    | 772             | *Поле Альмінської битви | с. Віліно                                                    | за 500 м від південно-східної околиці села | Рішення КО від 05.09.1969 №595; Рішення КО від 15.04.1986 № 164                                                       |                                                     |      |
| 11                    | 3109            | Пам'ятник В.І.Леніну. | 1968 р.                                                      | с. Віліно                                  | у будівлі правління, вул. Леніна, біля готелю                                                                         | Рішення КО від 15.04.1986 № 164                     |      |
| 12                    | 803             | Пам'ятник В.Белоусову. | 1970 р.                                                      | с. Віліно                                  | вул. Леніна, біля будівлі школи                                                                                       | Рішення КО від 15.01.1980 № 16                      |      |
| 13                    | 1846            | Пам'ятний знак на честь прикордонників. Дата події: 1941 р.                                                                              | 1972 р.                                                      | Голубинська с/р                            | 29-й км шосе Ялта-Бахчисарай                                                                                          | Рішення КО від 07.04.1972 № 168                     |      |
| 14                    | 753             | Пам'ятний знак на місці боїв партизан Севастопольського загону.                                                                          | -1966 р.                                                     | Голубинська с/р                            | 42-й км шосе Ялта-Бахчисарай, зупинка автобуса «Великий Каньйон»                                                      | Рішення КО від 05.09.1969 № 595                     |      |
| 15                    | 775             | Братська могила партизан Севастопольського загону, які загинули в бою (26 чоловік)                                                       | 1941-1942 рр.                                                | Голубинська с/р                            | за 8,0 км від дороги Великий каньйон — гора Орлиний Заліт, 300 м від чайного будиночка на Ай-Петрі, 200 м від кордону | рішення КО від 05.09.1969 № 595                     |      |
| 16                    | 780             | Братська могила радянських воїнів | 1955 р.                                                      | с. Долинне                                 | | Рішення КО від 05.09.1969 № 595                     |      |
| 17                    | 782             | Братська могила радянських воїнів та цивільних осіб                                                                                      | 1941-1944 рр., 1954 р., 1960 р., 1969 р.                     | п. Сірень                                  | у розвилки дороги з Бахчисарая на Ялту і Севастополь                                                                  | Рішення КО від 05.09.1969 № 595                     |      |
| 18                    | 754             | Пам'ятний знак на місці боїв курсантів Військово-морського училища берегової оборони ЛКСМУ і 16-го батальйону морської піхоти            | 1941 р.                                                      | с. Мостове                                 | 0,6 км на північний схід від села, пагорб біля шосе Сімферополь-Севастополь, 34/38 км                                 | Рішення КО від 05.09.1969 № 595                     |      |
| 19                    | 776             | Братська могила курсантів Військово-морського училища берегової оборони ЛКСМУ                                                            | 1941р.                                                       | с. Мостове                                 | 300 м на схід від полотна ж/д на Севастополь, на северо.-західному схилі пагорба                                      | Рішення КО від 05.09.1969 № 595                     |      |
| 20                    | 755             | Місце масової загибелі радянських воїнів (колишній табір для радянських військовополонених та цивільних осіб). Дата подій: 1941-1942 рр. | 1985 р.                                                      | с. Мостове                                 | 900 м на схід від 38/34 км шосе Сімферополь-Севастополь, на східному березі Бахчисарайського водосховища ОГИЗ-Оба     | Рішення КО від 05.09.1969 № 595                     |      |
| 21                    | 3112            | Пам'ятник В.І.Леніну | 1870-1924 рр.                                                | с. Тургенєвка                              | у Будинку культури, в сквері                                                                                          | Рішення КО від 15.04.1986 № 164                     |      |
| 22                    | 2038            | Братська могила радянських воїнів 7-ї бригади морської піхоти Чорноморського Флоту льотчиків та солдатів.                                | 1975 р.                                                      | с. Кочергіно                               | сільське кладовище | Рішення КО від 15.01.1980 № 16                      |      |
| 23                    | 778             | Братська могила радянських воїнів | 1941-1944 рр.                                                | Красномакська с/р                          | (за 2 км від колишнього с. Міцного) за 50 м від обходу № 7 Куйбишевського Орлине-мисливського господарства            | Рішення КО від 05.09.1969 № 595                     |      |
| 24                    | 777             | Братська могила радянських воїнів, загиблих в бою та померлих медсанбаті                                                                 | 1950 р.                                                      | с. Холмівка                                | вул. Севастопольська/вул. Миру                                                                                        | Рішення КО від 05.09.1969г № 595                    |      |
| 25                    | 779             | Братська могила радянських воїнів та партизанів, полеглих в боях і закатованих у концтаборі. Дата подій: 1942-1944 рр.                   | 1967 р.                                                      | с. Червоний Мак                            | | Рішення КО від 05.09.1969 № 595                     |      |
| 26                    | 786             | Могила командира партизанської групи В.Кошкіна                                                                                           | 1941-1944 рр.                                                | Кримський природний заповідник             | урочище Хир-Алан | Рішення КО від 05.09.1969 № 595                     |      |
| 27                    | 764             | Братська могила радянських воїнів, полеглих в боях і померлих в 491 ППГ                                                                  | 1944 р.                                                      | п. Куйбишеве                               | південно-східна околиця селища, дорога Бахчисарай-Голубинка, 150 м від правого берега р. Бельбек                      | Рішення КО від 05.09.1969 № 595                     |      |
| 28                    | 766             | Ділянка могил радянських воїнів, загиблих в боях                                                                                         | 1944 р. (1 братська могила, 13 одиночних могил)              | с. Танкове                                 | сільське кладовище | Рішення КО від 05.09.1969 № 595                     |      |
| 29                    | 765             | Могила Н.Т.Хрусталева | 12 листопада 1941 р.                                         | с. Мале Садове                             | на північ від шосе Бахчисарай-Ялта                                                                                    | Рішення КО від 05.09.1969 № 595                     |      |
| 30                    | 771             | Братська могила радянських воїнів, Дата події: 1944 р.                                                                                   | 1956 р.                                                      | с. Піщане                                  | вул. Річкова | Рішення КО від 05.09.1969 № 595                     |      |
| 31                    | 3110            | Пам'ятник В.І.Леніну. | 1870-1924 рр.                                                | 1984 р.                                    | с. Плодове | Рішення КО від 15.04.1986 № 164                     |      |
| 32                    | 3174            | Пам'ятний знак на честь воїнів-односельчан                                                                                               | 1942-1944 рр.                                                | с. Плодове                                 | за 150 м на північ від села, за 30 м від дороги Бахчисарай-Піщане                                                     | Рішення КО від 20.02.1990 № 48                      |      |
| 33                    | 767             | Братська могила радянських воїнів та партизанів                                                                                          | 1918 р., 1944 р.                                             | с. Новопавлівка                            | праворуч від шосе Сімферополь-Бахчисарай                                                                              | Рішення КО від 05.09.1969 № 595                     |      |
| 34                    | 794             | Пам'ятний знак на честь борців за радянську владу.                                                                                       | 1967 р., в 1974 р. перенесено з с. Скелясте в с. глибокий Яр | с. Глибокий Яр                             | в центрі села | Рішення КО від 05.09.1969 № 595                     |      |
| 35                    | 785             | Братська могила мирних жителів (с. Мангуш) та могила розвідника Г.А.Коншіна                                                              | 1965 р.                                                      | Скалістовська с/р, с. Прохолодне           | сільське кладовище | Рішення КО від 05.09.1969 № 595                     |      |
| 36                    | 783             | Пам'ятний знак на честь односельців, на фронтах громадянської та Великої Вітчизняної воїн.                                               | 1975 р.                                                      | с. Скелясте                                | | Рішення КО від 05.09.1969 № 595                     |      |
| 37                    | 756             | Пам'ятний знак на місці формування Першого Альмінської партизанського загону                                                             | грудень 1919 р. — січень 1920 р.                             | с. Скелясте                                | за 1,0 км на схід від села                                                                                            | Рішення КО від 05.09.1969 № 595                     |      |
| 38                    | 784             | Братська могила радянських воїнів та партизанів південного з'єднання партизанських загонів Криму, загиблих в боях.                       | квітень 1955 р.                                              | с. Трудолюбівка                            | вул. Севастопольська, сільське кладовище                                                                              | Рішення Кримського облвиконком від 05.09.1969 № 595 |      |
| 39                    | 3108            | Пам'ятний знак на честь бійців партизанського загону ім. Н.Спаі                                                                          | 1941-1944 рр.                                                | с. Трудолюбівка                            | вул. Севастопольська, у школи                                                                                         | Рішення КО від 15.04.1986 № 164                     |      |
| 40                    | 3111            | Пам'ятник В.І.Леніну. | 1980 р., 1984-85 р. — перенесення                            | с. Тютюнове                                | у Будинку культури | Рішення КО від 15.04.1986 № 164                     |      |
| 41                    | 788             | Братська могила радянських воїнів 87-ї гвардійської саперної дивізії 2-ї гвардійської армії (401 чоловік). Дата події: 1944 р.           | 1955 р.                                                      | с. Некрасівка                              | за 500 м від східної околиці села, на пагорбі, на цвинтарі біля входу                                                 | Рішення КО від 05.09.1969 № 595                     |      |
| 42                    | 789             | Братська могила радянських воїнів | 1955 р.                                                      | с. Суворове                                | вул. Центральна/вул. Папаніна                                                                                         | Рішення КО від 05.09.1969 № 595                     |      |
| 43                    | 787             | Могила молодшого лейтенанта Б.В.Маслова                                                                                                  | травень 1944 р.                                              | с. Тінисте                                 | вул. Зарічна | Рішення КО від 05.09.1969 № 595                     |      |
| 44                    | 790             | Братська могила радянських воїнів, полеглих в боях                                                                                       | 1968 р.                                                      | с. Айвове                                  | вул. Червонофлотська                                                                                                  | Рішення КО від 05.09.1969 № 595                     |      |
| 45                    | 773             | Братська могила радянських воїнів, загиблих в боях і могила героя Радянського Союзу А.А.Бурнашова, в роки війни командира гармати        | 1974р.                                                       | с. Кутове                                  | вул. Комарова | Рішення КО від 05.09.1969 № 595                     |      |